# Obernburg am Main
Obernburg am Main település Németországban, azon belül Bajorországban. Lakosainak száma 8884 fő (2023. december 31.).

## Népesség
A település népessége az elmúlt években az alábbi módon változott:
| Lakosok száma | 3263 | 4538 | 7405 | 8466 | 8458 | 8477 | 8647 | 8712 | 8609 | 8884 |
|               | 1950 | 1975 | 1987 | 2012 | 2013 | 2015 | 2016 | 2019 | 2021 | 2023 |

## Fekvése
A Pessart-hegyvidéken, a B469-es út mellett fekvő település.

## Története
A település egy római erőd helyén létesült. A középkori városfalakkal körülvett óvárosában a római-házban mutatják be a környék gazdag történelmének leletanyagát.

## Galéria

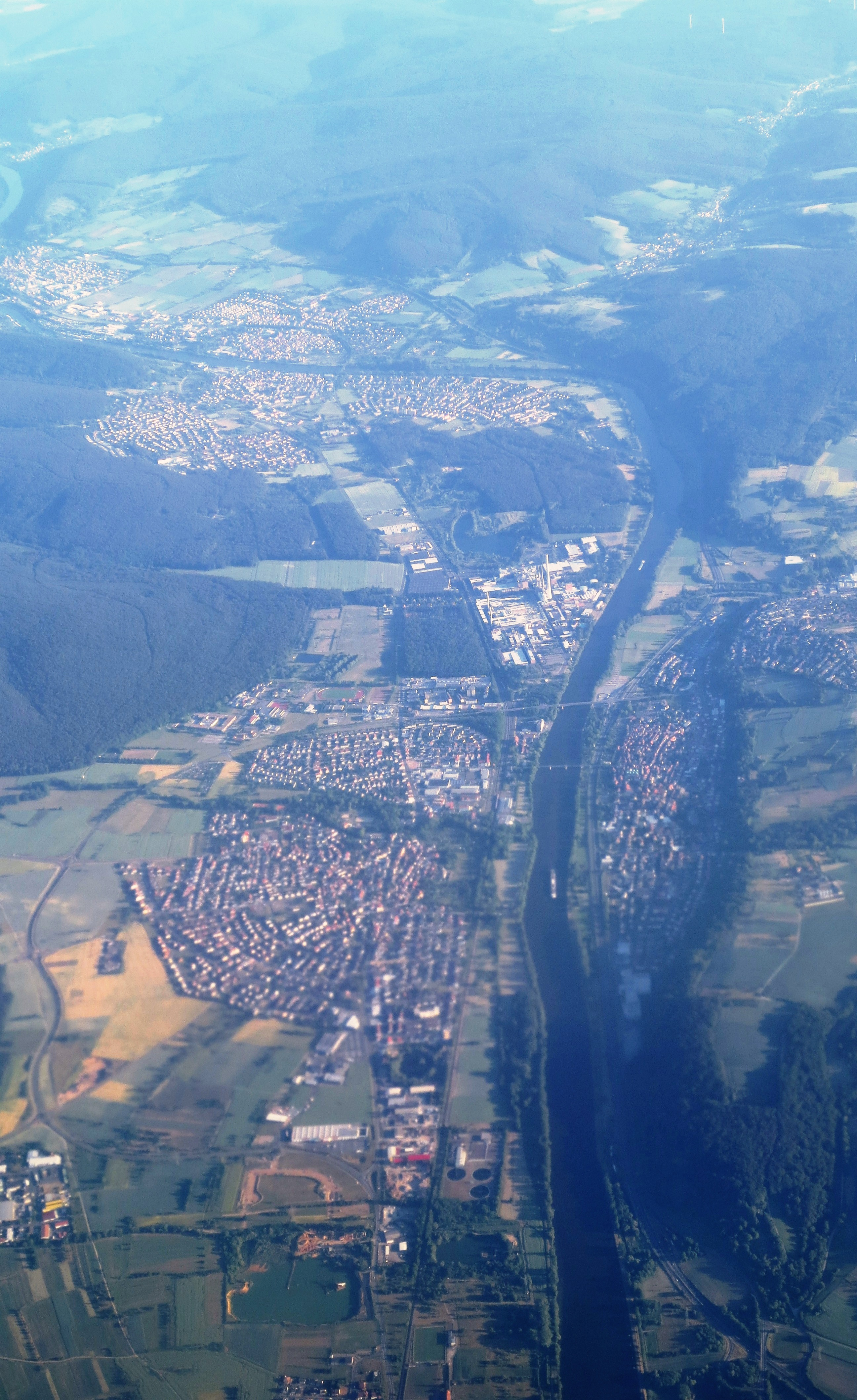
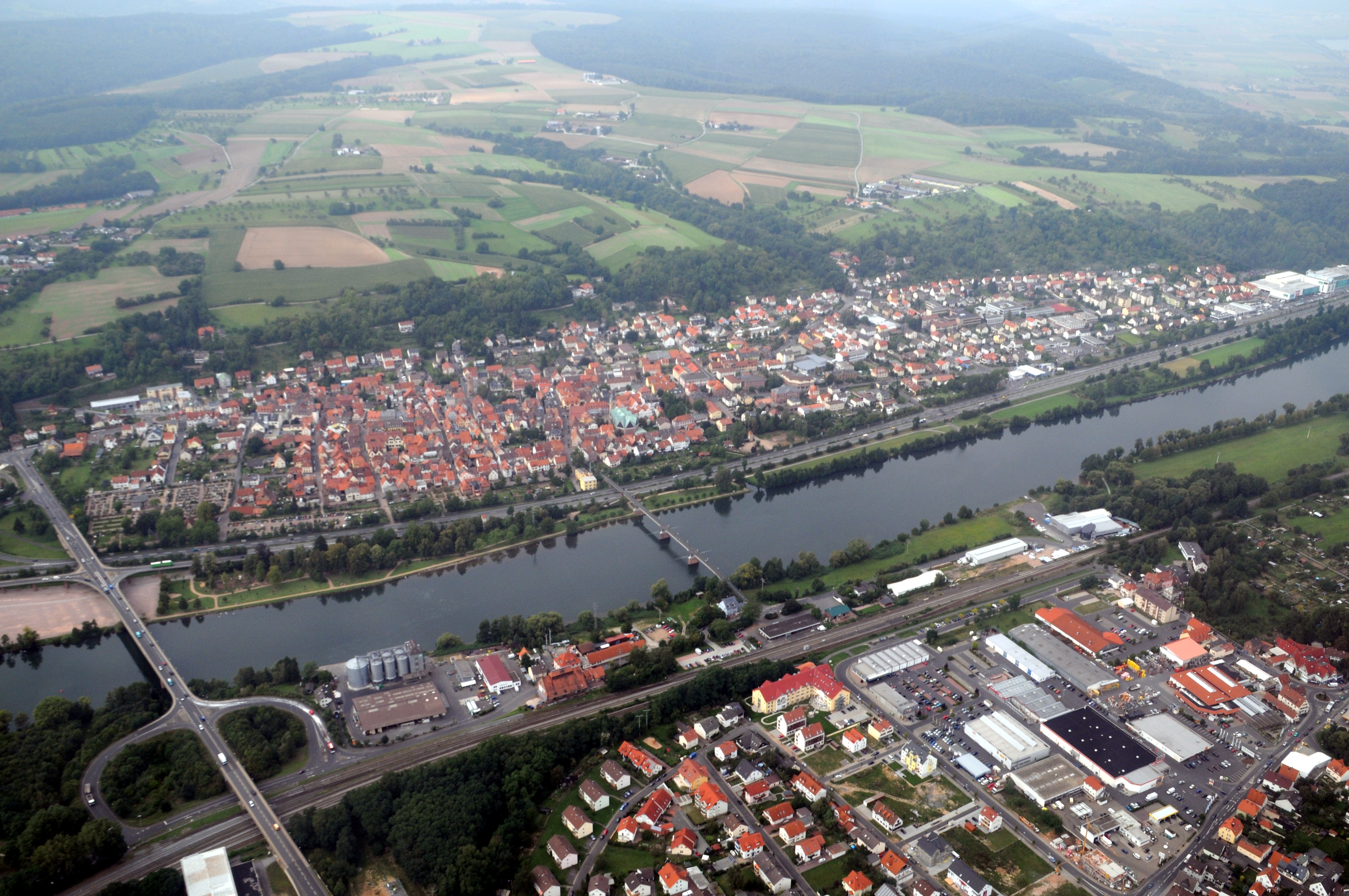
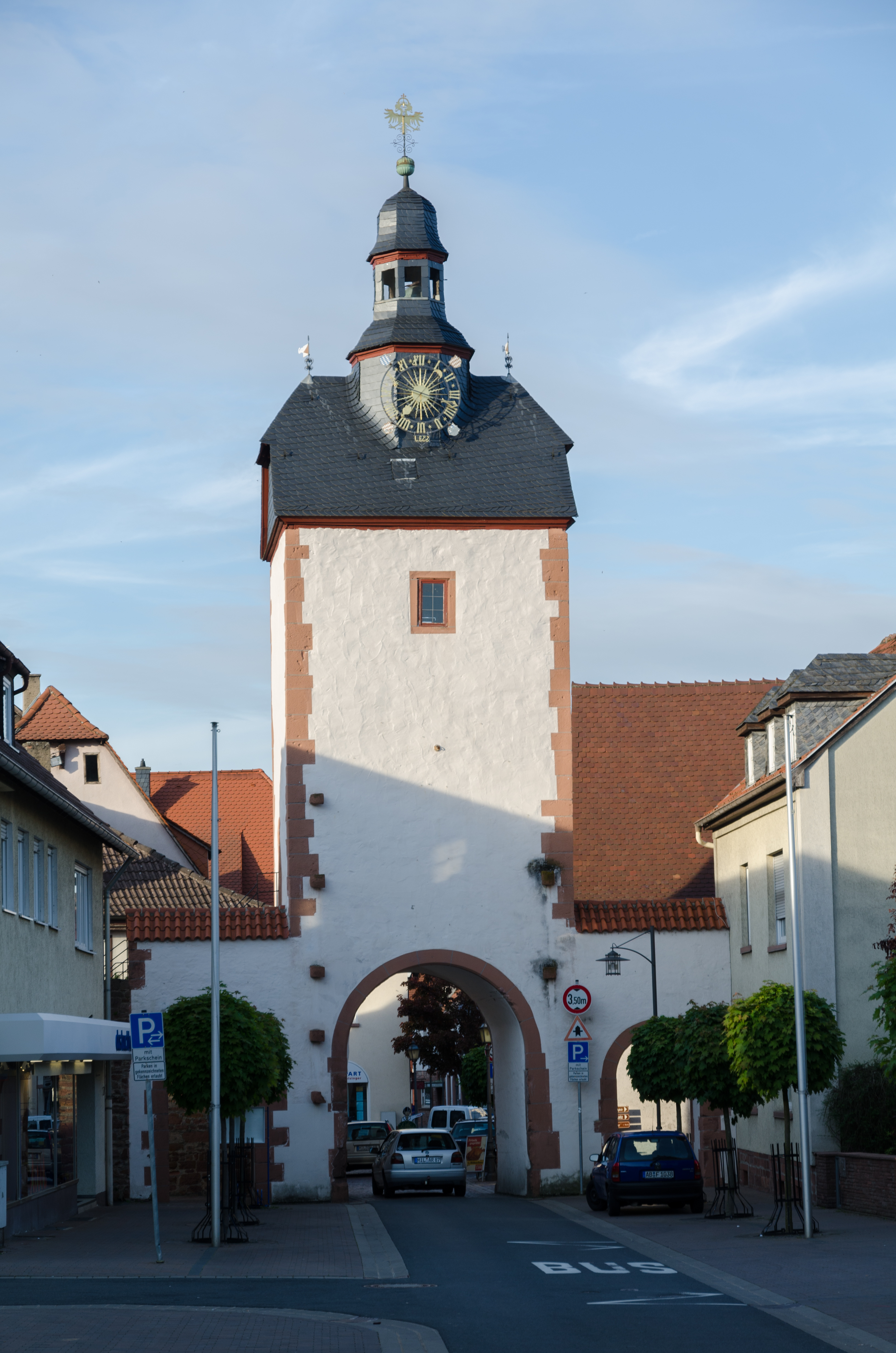
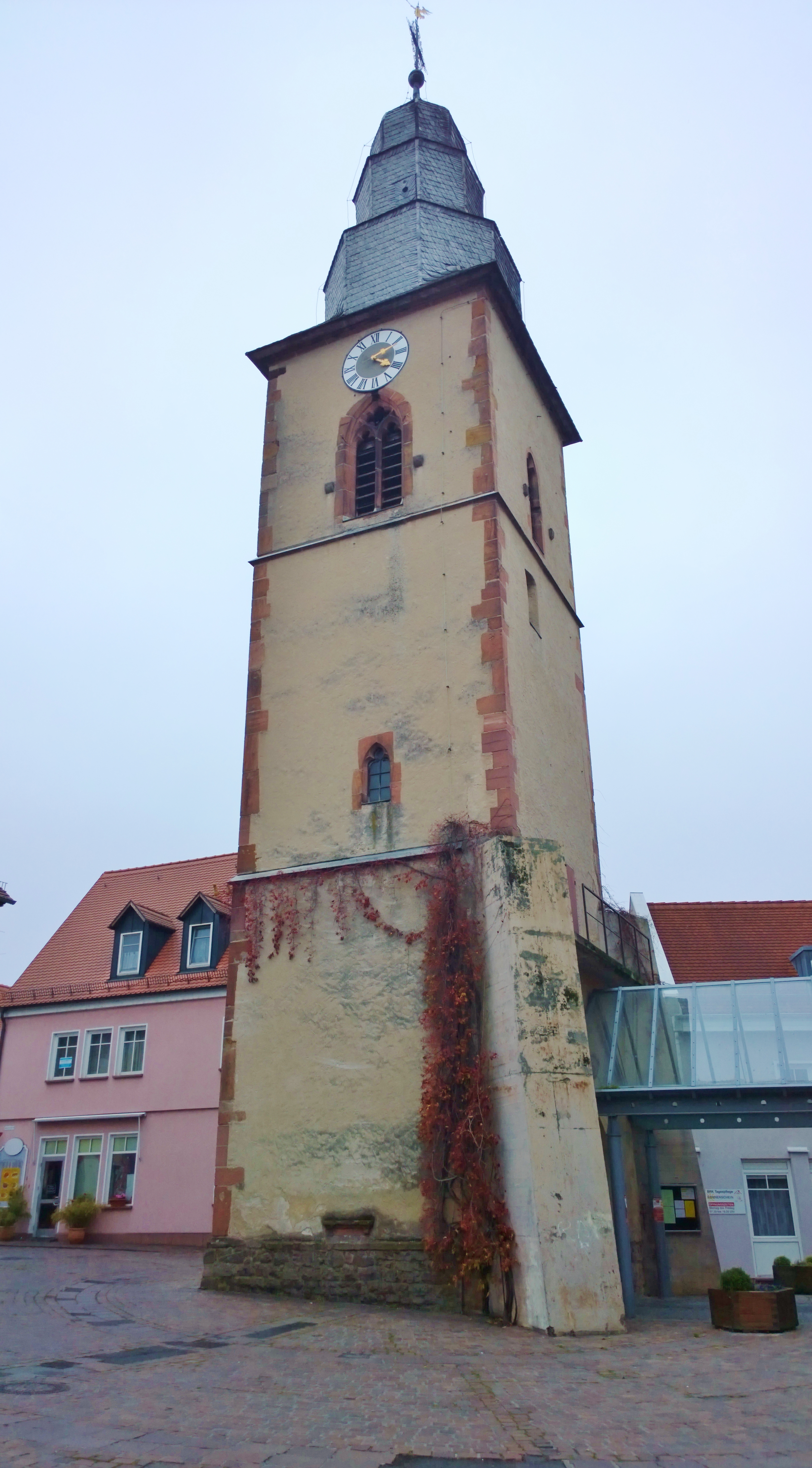
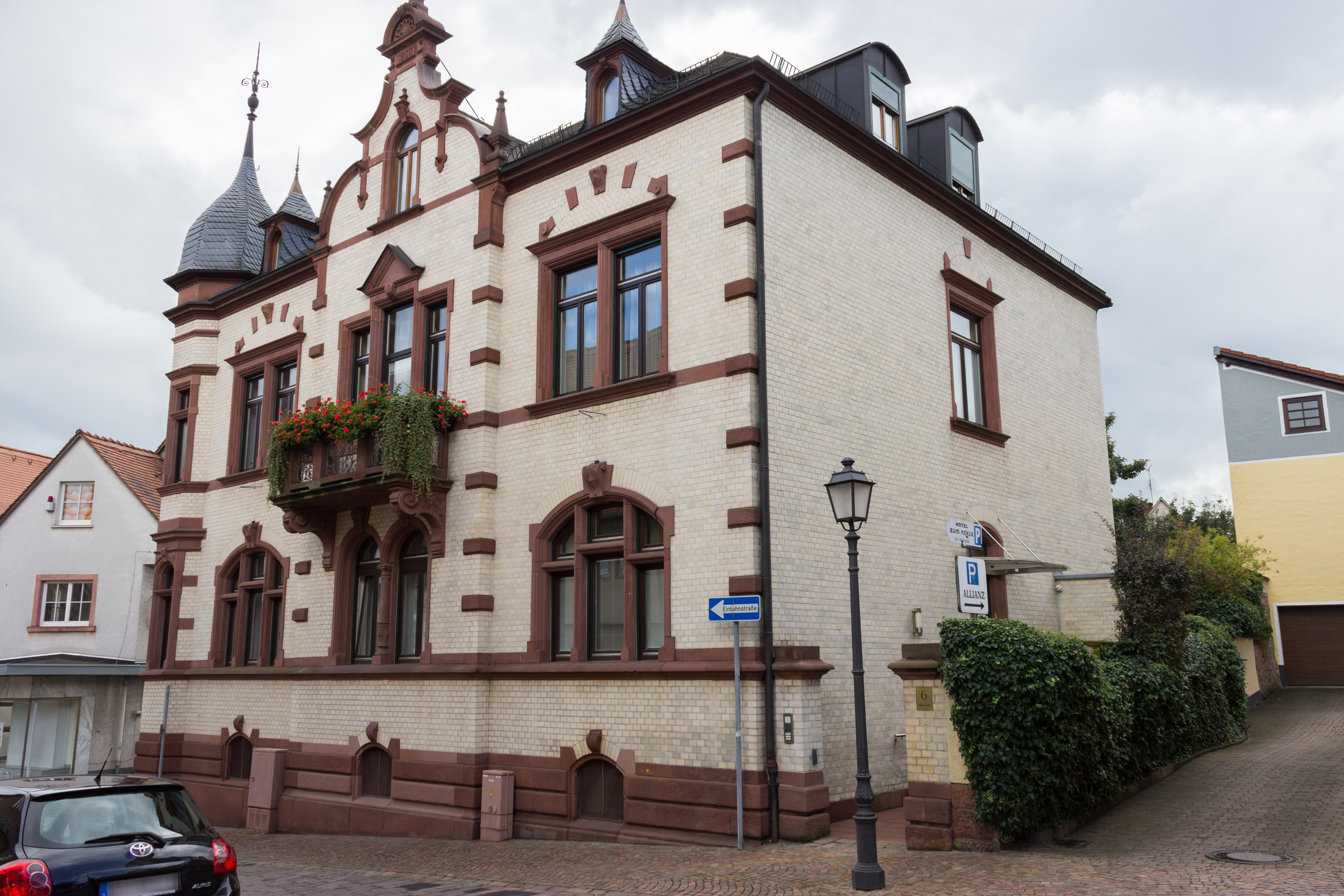
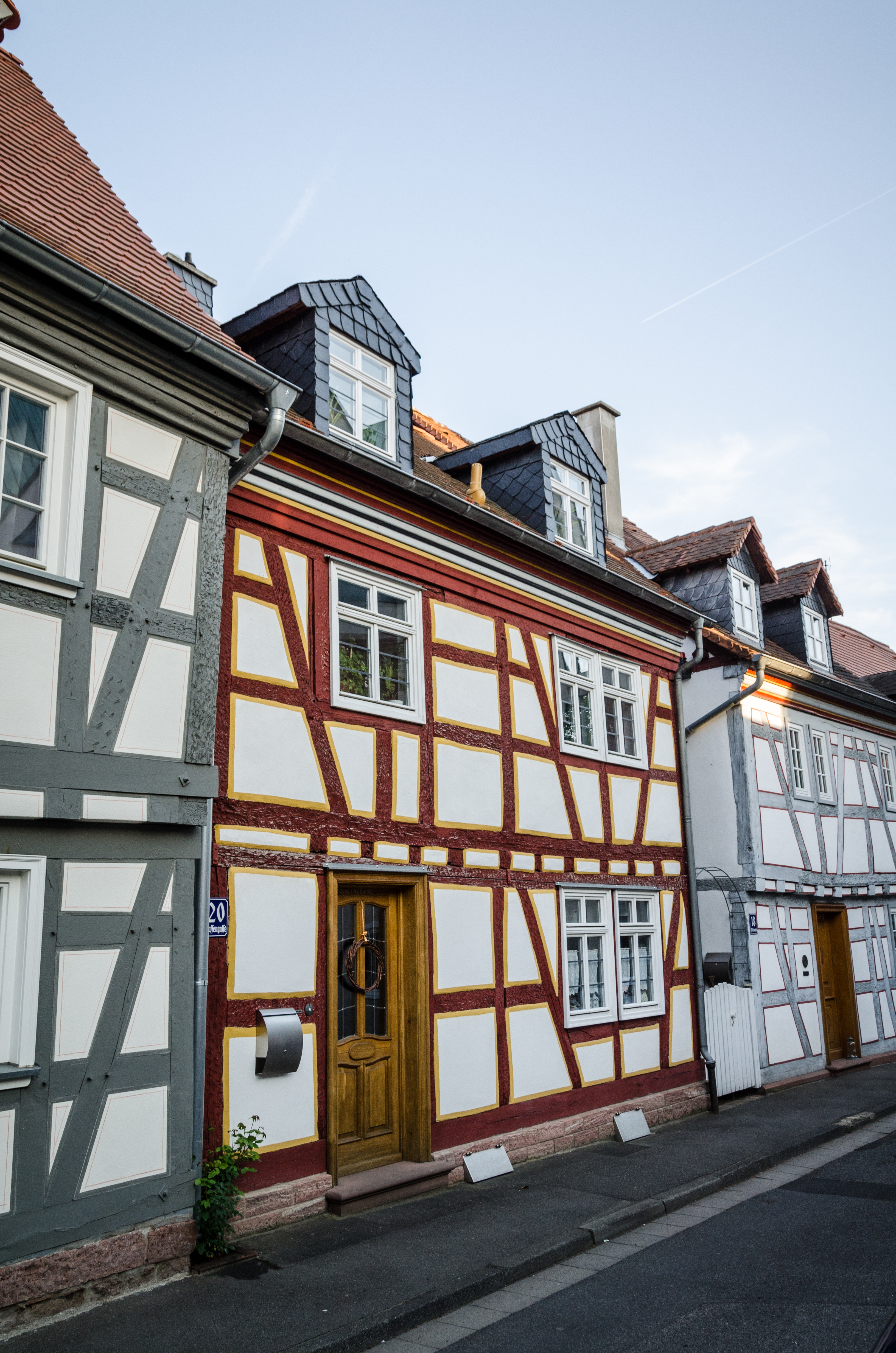
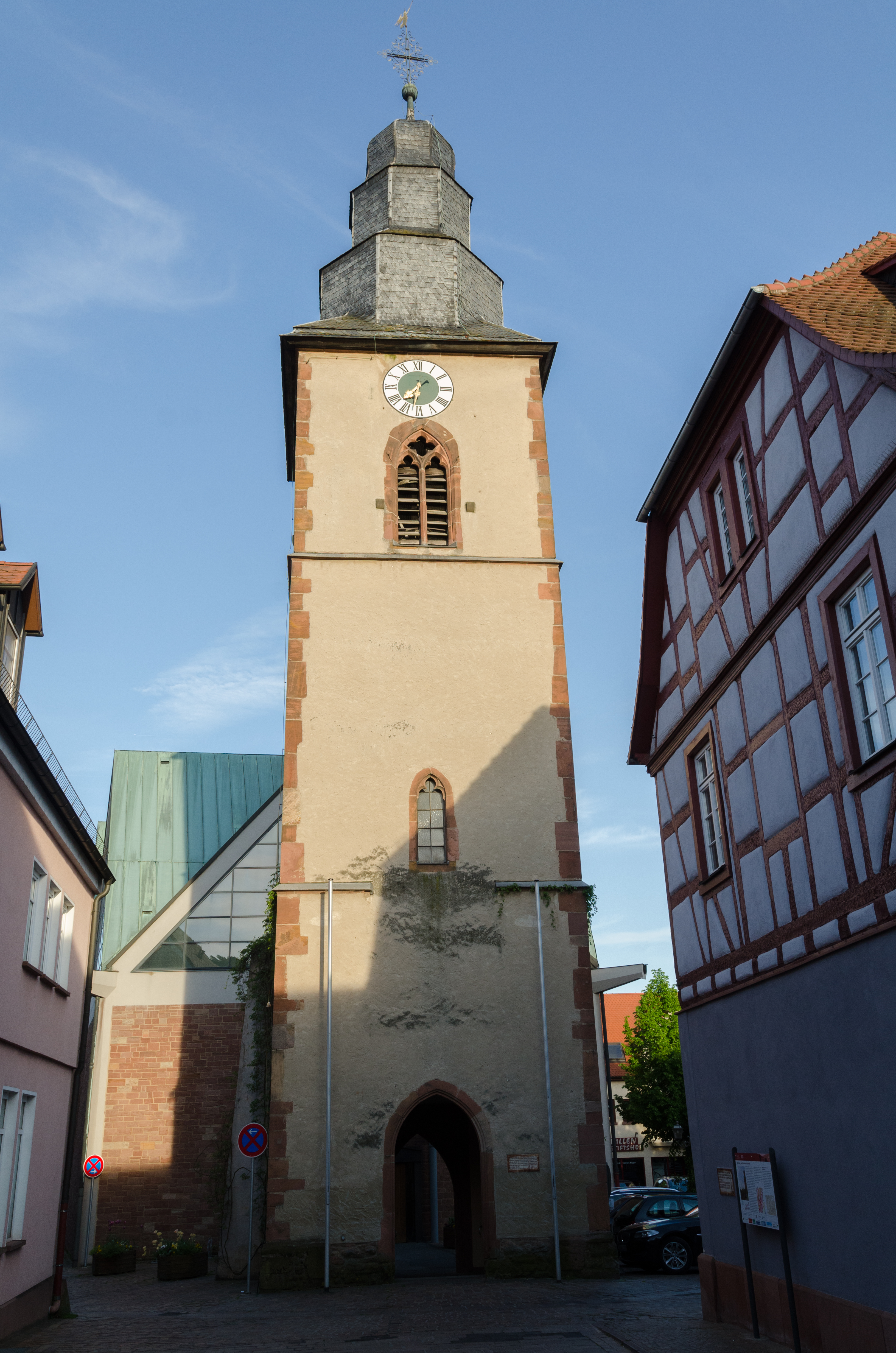
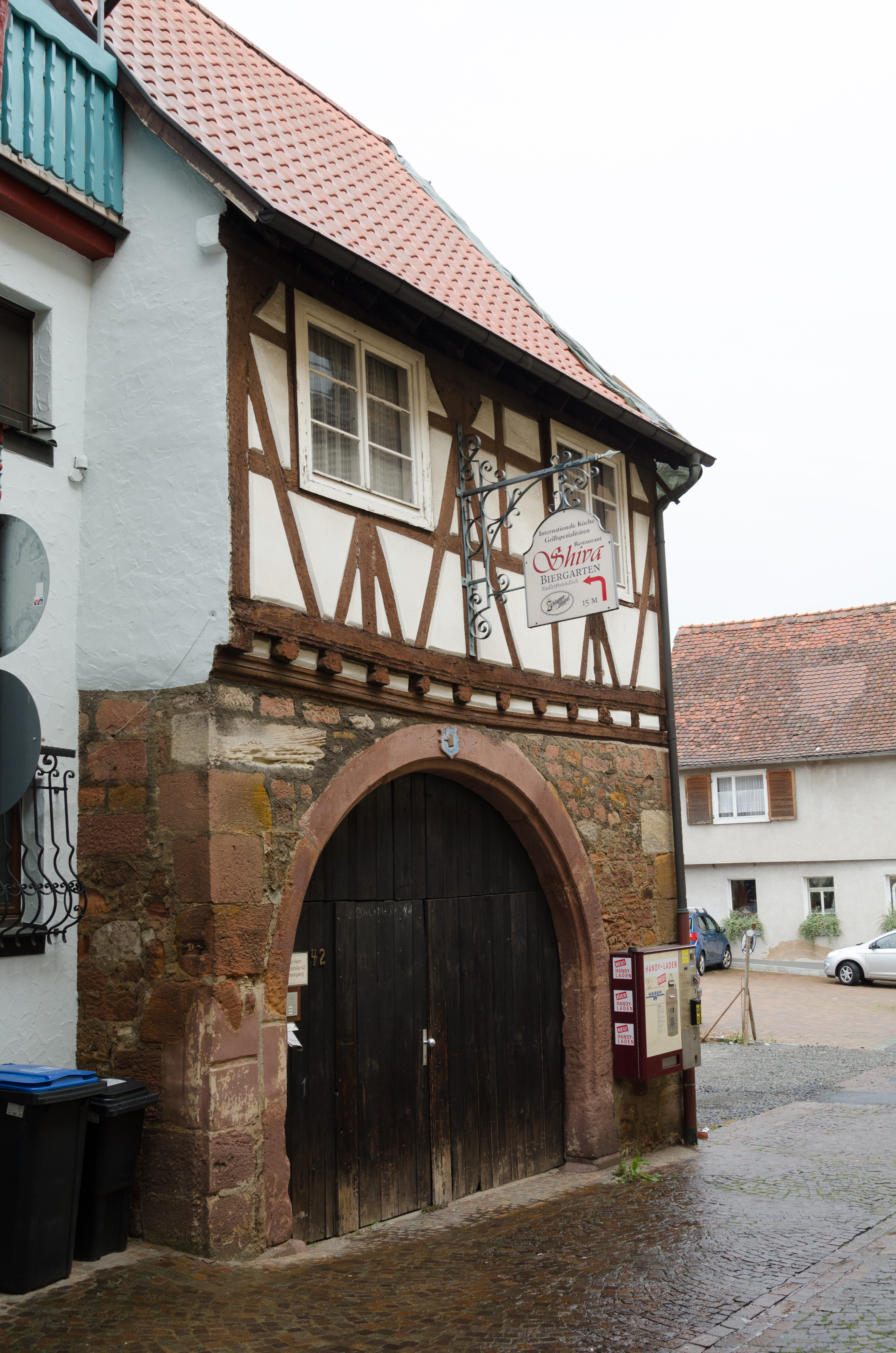
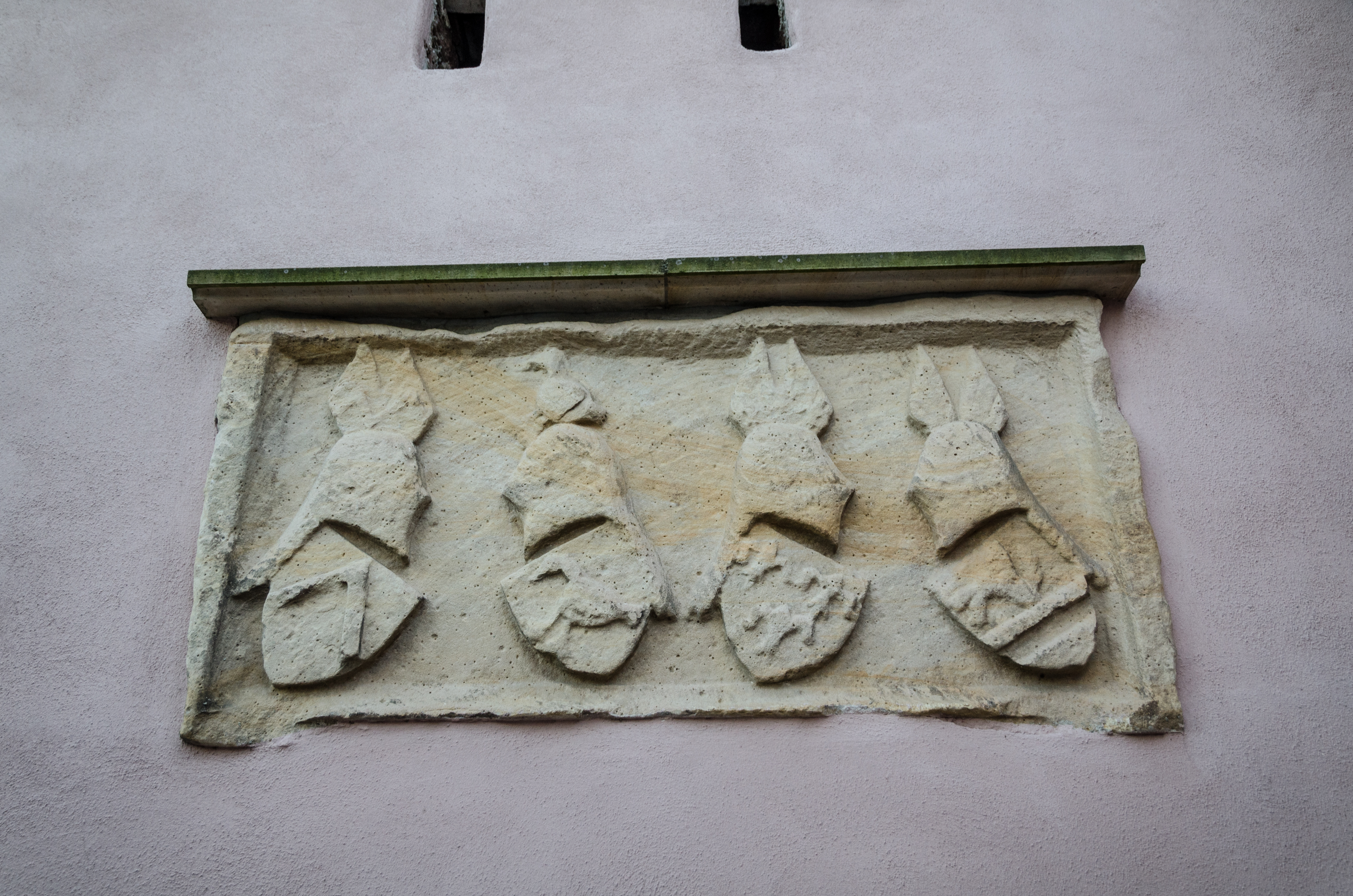